# 三乙基镓
三乙基镓是化学式Ga(C2H5)3的有机镓化合物。它是无色、可自燃的液体，可用于有机金属化学气相沉积法。

## 制备和反应
三乙基镓主要通过三氯化镓的烷基化合成。使用格氏试剂醚溶液烷基化三氯化镓会产生醚加合物，其中的醚分子不易移除。三乙基镓也可通过三氯化镓与三乙基铝反应产生：
GaCl
3  +  3 AlEt
3   →   GaEt
3  +  3 AlClEt
2
三乙基镓可通过氧化或醇解变成无色、对空气稳定的醇盐：
GaEt
3  +  0.5 O
2   →   GaEt
2(OEt)
GaEt
3  +  EtOH   →   GaEt
2(OEt)  +  EtH
它与三乙基镓发生重分配反应：
2GaEt
3  +  GaCl
3   →   3 GaEt
2Cl

## 应用
用三乙基镓生长出的化合物半导体的碳杂质较少，因此可在有机金属化学气相沉积法中替代三甲基镓。